# Josip Hatze
Josip Hatze, hrvaški skladatelj in dirigent, * 21. marec 1879, Split, † 30. januar 1959, Split, Hrvaška.
Glasbo je študiral na konservatoriju v Pesaru, kjer je bil njegov učitelj Pietro Mascagni.
Hatze je najbolj znan kot skladatelj dveh verističnih oper. To sta:
- Povratek (1910)
- Adel in Mara (1932)

Slednja opera je bila krstno izvedena na odru ljubljanske Opere 30. novembra 1932 pod vodstvom Mirka Poliča in s pevcema Josipom Gostičem in Zlato Gjungjevac v naslovnih vlogah.